# أحوال بية (السياني)

تعديل مصدري - تعديل

أحوال بية محلة تابعة لقرية ذي المحاسن، التابعة لعزلة النقيلين بمديرية السياني إحدى مديريات محافظة إب في الجمهورية اليمنية.، بلغ تعداد سكانها 37 حسب تعداد اليمن لعام 2004.